# プロレス総合学院
プロレス総合学院（プロレスそうごうがくいん）は、かつてプロレスラーを養成するために東京都新宿区に開講していた。

## 沿革
2015年10月、WRESTLE-1を運営するGENスポーツエンターテインメントが所有する施設「GENスポーツパレス」を利用したプロレスラー養成専門校を設立。校長は武藤敬司。初代教頭はAKIRA、CEOは高木三四郎。
2020年4月、スタート予定の10期生を1月から募集するも、2月の記者会見にてWRESTLE-1を4月1日をもって活動停止を発表、伴い休校となったため、9期生が最後の卒業生となり3月に卒業試合が行われた。

## 概要
- 東京都新宿区百人町2-23-25
- アクセス : JR大久保駅から徒歩6分、新大久保駅から徒歩9分。
- 履修期間 : 6ヶ月。卒業後も希望により研究科で履修可能。

## 特色
WRESTLE-1所属選手が指導を担当。16歳以上は男女問わず入学可能で、1コマ2時間、トレーニングからレフェリー実技、さらにはリング設営、プロレス全般の技術を学ぶ。卒業間近には実戦形式の授業を取り入れる。卒業テスト合格者は毎年3月と9月に行われる卒業試合に出場。卒業者は学院主催のイベントに出場できるほか、他団体の入門テストを受けることも可能。なお、入校に際して健康診断書の提出はあるが、体力テストはない。このため、全講義を受講しても卒業認定が下りないことがあるため研究科を併設。

## 入学金
- 100,000円。別途、月会費50,000円×6ヶ月、計400,000円の一括払いが必要。

## 設置学科
- プロレス学科
  - トレーニング基礎、栄養学
  - マット運動基礎
  - ウェイトトレーニング基礎
  - 体幹トレーニング
  - リング設営、撤収講座
  - アクティング（演技）[8]
  - グラップリング[9]
- 研究科
  - 卒業ないし、卒業認定が下りなかった生徒が継続的に道場を使用し、自習として研鑽を積む学科。

## 講師
- AKIRA [10]
- カズ・ハヤシ
- 児玉裕輔
- 近藤修司
- 大和ヒロシ
- 中之上靖文
- KAI[11]
- アンディ・ウー[12]
- アレハンドロ（藤村康平）
- 稲葉大樹

## 卒業生
☆ - 卒業認定
卒業テストに合格しレスラーデビューが認められた卒業生。4期生以降は全ての卒業生に証書を送っている

### 1期生
| 名前     | 卒業認定 | 生年月日       | 出身地         | 卒業後                                                                   |
| -------- | -------- | -------------- | -------------- | ------------------------------------------------------------------------ |
| 才木玲佳 | ☆        | 1992年5月19日  | 埼玉県         | 「Cheer♡1」メンバー。卒業後はフリー、W-1で活動し長期欠場後、2022年引退。 |
| 木村花   | ☆        | 1997年9月3日   | 神奈川県横浜市 | 卒業後はフリー、ACE、W-1を経てスターダムへ入団。2020年逝去。             |
| 立花誠吾 | ☆        | 1997年8月1日   | 東京都新宿区   | 卒業後はACE、W-1を経て、フリーとして活動。                               |
| 頓所隼   | ☆        | 1999年3月27日  | 埼玉県朝霞市   | 卒業後はACE、W-1、フリーを経て、GLEATに入団。                            |
| 野村一   |          | 1995年6月7日   | 大分県大分市   | ACEでデビュー。W-1を経て、フリーとして活動。現在は「一（はじめ）」       |
| 皆川千広 |          | 1996年12月4日  | 茨城県龍ヶ崎市 |                                                                          |
| 高橋祐史 |          | 1991年8月19日  | 神奈川県横浜市 |                                                                          |
| 川内栄   |          | 1990年10月31日 | 大阪府箕面市   |                                                                          |

1期生として入学した櫻田愛実はケガにより辞退、リングアナウンサーへの転身を決め、ACE、W-1で活動。アンディ・ウーと結婚。

### 2期生
| 名前       | 卒業認定 | 生年月日      | 出身地         | 卒業後                                                                     |
| ---------- | -------- | ------------- | -------------- | -------------------------------------------------------------------------- |
| 伊藤貴則   | ☆        | 1993年9月20日 | 大阪府大阪市   | 卒業試合はケガで欠場。ACEを経てW-1入団。解散後はGLEAT入団。                |
| 田中太嘉文 | ☆        | 1993年10月3日 | 埼玉県上尾市   | ACEを経てW-1入団。解散後はZERO1へ入団、2023年引退。                        |
| 進藤翔     | ☆        | 1990年8月25日 | 千葉県松戸市   | ACEで活動していたが退団。以降活動はしていない。                            |
| デニス篠原 | ☆        | 1995年5月11日 | 東京都世田谷区 | ACE旗揚げ戦のみ参加し退団。Gaku Shinoharaとしてモデル活動などこなす。      |
| 習田紘晶   | ☆        | 1995年9月30日 | 兵庫県朝来市   | ACE旗揚げ戦のみ参加、「S・P・S」に改名するもケガによる欠場し復帰せず退団。 |
| 渡辺健介   |          | 1997年8月4日  | 東京都江東区   | ACEでデビュー。アンドロメダKENを経てフリーへ。現在は「剣士郎」             |
| 小林卓哉   |          | 1988年1月29日 | 群馬県前橋市   |                                                                            |

### 3期生
| 名前             | 卒業認定 | 生年月日      | 出身地         | 卒業後                                                                  |
| ---------------- | -------- | ------------- | -------------- | ----------------------------------------------------------------------- |
| 渡辺壮馬         | ☆        | 1998年11月8日 | 埼玉県川越市   | ACEを経てW-1入団、皇壮馬、ペガソ・イルミナルを経て、解散後はGLEAT入団。 |
| 佐藤嗣崇         | ☆        | 1995年3月30日 | 大分県大分市   | ACEを経てW-1入団、退団後はフリーランスを経て、ZERO1に入団。             |
| 神辰郎           | ☆        | 1994年8月3日  | 神奈川県座間市 | 元プロボクサー。ケガのため卒業試合は欠場。再びプロボクサーへ。          |
| 猪俣"おにぎり"亮 |          | 1988年3月26日 | 神奈川県座間市 | ACEでマスクマン「ボラ・デ・アロス」になるも欠場以降は活動休止。         |
| ミゲル           |          | 1993年12月6日 | ポルトガル     |                                                                         |
| 細越"仙人"佑介   |          | 1981年8月29日 | 北海道雄武市   |                                                                         |
| 野本拓也         |          | 1982年8月9日  | 新潟県上越市   |                                                                         |

※3期生として入学した安田学登は、途中で腎損傷を患い自主退学。K-1のインストラクターを経てファイターデビュー。

### 4期生
| 名前     | 生年月日       | 出身地       | 卒業後 |
| -------- | -------------- | ------------ | --- |
| 北村彰基 | 1997年3月28日  | 岩手県九戸郡 | ZERO1へ入団。                                                                                                  |
| 馬場拓海 | 1999年3月11日  | 新潟県新潟市 | A.C.E.へ入団。退団後はフリーランスを経て、ZERO1へ。                                                            |
| 岡松拓弥 | 1993年11月16日 | 福岡県飯塚市 | 大日本プロレスを希望したがデビューに至らず。                                                                   |
| 植木隼達 | 1998年10月21日 | 山形県山形市 | ドラゴンゲートを希望したがデビューに至らず。現在はお笑い芸人、お笑いプロレス団体SUGAMOプロレスにも所属している |
| 能勢碧斗 | 1998年9月2日   | 千葉県八街市 | レフェリーを志望して入門。卒業後はA.C.E.で活動していた。                                                       |

### 5期生
| 名前     | 卒業後                                                                       |
| -------- | ---------------------------------------------------------------------------- |
| 鈴木裕太 | フリーで活動。火野裕二のジムにてトレーナー勤務するボディビルダー兼演歌歌手。 |
| 横山公一 | 卒業残り1ヶ月で首のケガにより退学を決めたが、卒業生として卒業証書をもらう。  |
| 笠川了   |                                                                              |

### 6期生
| 名前                 | 卒業後                                                                        |
| -------------------- | ----------------------------------------------------------------------------- |
| 野村頼平             |                                                                               |
| 前盛文彦             |                                                                               |
| 大串寧               |                                                                               |
| 青木太陽             |                                                                               |
| モレッティ・ダヴィデ | イタリアから来日。卒業後の翌年イタリアでデビュー。DREAMプロレスプロモーター。 |

### 7期生
| 名前     | 卒業後                            |
| -------- | --------------------------------- |
| 相野絋喜 | W-1を希望したがデビューに至らず。 |

### 8期生
| 名前     | 卒業後                       |
| -------- | ---------------------------- |
| 吉田和正 | 大日本プロレスからデビュー。 |
| 雜賀尚輝 |                              |
| 嶋村尚己 |                              |
| 小松恵人 |                              |

### 9期生
| 名前     | 卒業後 |
| -------- | ------ |
| 植松聖哉 |        |
| 風岡宏典 |        |

## プロレスリングA.C.E.
WRESTLE-1の新プロジェクトとしてプロレス総合学院の卒業生による新団体。「A.C.E.」は「A：Academy（アカデミー）」、「C：Challenge（チャレンジ）」、「E：Entertainment（エンターテインメント）」の頭文字である。代表は渋谷恒太。
2016年11月12日、WRESTLE-1道場で旗揚げ戦を開催。2018年4月1日の第11回大会が事実上最後に興行になった。7月、所属選手の頓所隼がWRESTLE-1に移籍を最後に団体の情報更新がなくなり、2019年4月1日、W-1の公式サイトに掲載されていたA.C.E.所属選手の項目が削除されたことで事実上の活動終了となった。